# Джейлан, Уфук
Уфук Джейлан (тур. Ufuk Ceylan; 23 июня 1986, Измир) — турецкий футболист, вратарь клуба «Ени Малатьяспор».

## Клубная карьера
Уфук Джейлан начинал карьеру футболиста в клубе турецкой Второй лиги «Алтай» из своего родного города. В середине февраля 2006 года он перешёл в команду турецкой Суперлиги «Манисаспор». 6 мая того же года Уфук дебютировал в главной турецкой лиге, выйдя в основном составе в гостевом матче против «Кайсериспора», и умудрился пропустить 7 мячей за игру. Но через неделю в домашнем поединке против «Коньяспора» он сумел оставить свои ворота в неприкосновенности.
На старте Суперлиги 2009/10 Уфук Джейлан перешёл в «Галатасарай» в качестве резервного голкипера. В сезоне 2010/11 он в 19 матчах Суперлиги защищал ворота стамбульского клуба, а в последующих двух чемпионских сезонах «Галатасарая» провёл лишь по одному матчу в лиге. В июле 2014 года Уфук Джейлан подписал контракт с командой «Истанбул Башакшехир».

## Достижения
«Манисаспор»
- Победитель Первой лиги Турции (1): 2008/09

«Галатасарай»
- Чемпион Турции (2): 2011/12, 2012/13
- Обладатель Кубка Турции (1): 2013/14